# Патрик Форестър
Патрик Греъм Форестър (на английски: Patrick Graham Forrester) е полковник от USArmy и астронавт на НАСА, участник в три космически полета.

## Образование
Патрик Форестър завършва колежа West Springfield High School в Спрингфийлд, Вирджиния през 1975 г. През 1979 г. получава бакалавърска степен по инженерство от Военната академия на САЩ, Уест Пойнт, Ню Йорк. През 1989 г. става магистър по аерокосмическо инженерство в щатския университет на Вирджиния.

## Военна кариера
Патрик Форестър започва службата си в USArmy през юни 1979 г. През септември 1980 г. завършва школа за армейски пилоти. От 1984 г. е командир на взвод в 25-а пехотна дивизия. През юни 1992 г. завършва школа за тест пилоти и става експериментален тест пилот в Армейския изпитателен център във Форт Рукър, Алабама. След това завършва генералщабния колеж на USArmy във Форт Левънуърт, Канзас. В кариерата си има повече от 4400 полетни часа на 50 различни типа хеликоптери и самолети. Напуска армията през октомври 2005 г.

## Служба в НАСА
Патрик Форестър започва работа в НАСА като инженер през юли 1993 г. Избран е за астронавт от НАСА на 1 май 1996 г., Астронавтска група №16. Взема участие в три космически полета и има повече от 950 часа в космоса. Има в актива си 4 космически разходки с обща продължителност 25 часа и 22 минути.
| Космически полети на Патрик Греъм Форестър               | Космически полети на Патрик Греъм Форестър | Космически полети на Патрик Греъм Форестър | Космически полети на Патрик Греъм Форестър | Космически полети на Патрик Греъм Форестър | Космически полети на Патрик Греъм Форестър | Космически полети на Патрик Греъм Форестър |
| №                                                        | Дата                                       | КК                                         | Емблема на мисията                         | Функции                                    | Продължителност                            |                                            |
| -------------------------------------------------------- | ------------------------------------------ | ------------------------------------------ | ------------------------------------------ | ------------------------------------------ | ------------------------------------------ | ------------------------------------------ |
| 1                                                        | 10 август 2001                             | „Дискавъри“, мисия STS-105                 |                                            | Специалист на мисията                      | 11 денонощия 21 часа 13 мин. 52 сек.       |                                            |
| 2                                                        | 12 октомври 2008                           | „Атлантис“, мисия STS-117                  |                                            | Специалист на мисията                      | 13 денонощия 20 часа 12 мин. 44 сек.       |                                            |
| 3                                                        | 28 август 2009                             | „Дискавъри“, мисия STS-128                 |                                            | Специалист на мисията                      | 13 денонощия 20 часа 54 мин. 55 сек.       |                                            |
| Сумарно време в космоса – 39 денонощия 14 часа 18 минути |                                            |                                            |                                            |                                            |                                            |                                            |

## Награди
- Медал за отлична служба;
- Медал за похвална служба;
- Медал за похвала на USArmy;
- Медал за заслуги на USArmy;
- Медал за служба в националната отбрана;
- Медал на НАСА за изключителна служба (2);
- Медал на НАСА за участие в космически полети (3).